# Zeta Coronae Borealis
Désignations
Désignations
Zeta Coronae Borealis (en abrégé ζ CrB) est une étoile double de la constellation de la Couronne boréale. Ses deux composantes sont séparées d'environ six secondes d'arc et elles partagent le même numéro dans le catalogue Hipparcos ainsi que la même désignation de Flamsteed. Toutes les deux sont également des systèmes spectroscopiques multiples, portant le nombre total d'étoiles du système à cinq. D'après la mesure de leur parallaxe annuelle par le satellite Gaia, elles sont distantes d'environ 156 pc (∼509 al) de la Terre,.

## Nomenclature
ζ Coronae Borealis, latinisé en Zeta Coronae Borealis, est la désignation de Bayer du système. Sa désignation de Flamsteed est 7 Coronae Borealis tandis que son numéro dans le catalogue Hipparcos est HIP 76669. Elle apparaît comme une étoile double dont la composante la plus brillante est désignée ζ CrB A (WDS J15394 +3638 A) ou alternativement ζ2 CrB car elle possède une ascension droite plus élevée. La composante moins brillante est quant à elle désignée ζ CrB B ou ζ1 CrB.
Chacune des deux possède sa propre désignation dans le Bright Star Catalogue ainsi que dans le catalogue Henry Draper, soit HR 5833 et 5834, ainsi que HD 139891 et 139892 pour ζ1 et ζ2, respectivement.

## Système
La composante la plus brillante, ζ2 Coronae Borealis, est un système triple spectroscopique, qui est composée de trois étoiles massives. Sa magnitude apparente combinée est de 4,99. La paire intérieure, composée de ζ2 CrB A et B (alternativement désignées ζ CrB Aa et Ab) complète une orbite en 1,7 jour seulement, tandis que l'étoile plus lointaine, ζ2 CrB C (ou ζ CrB Ac) orbite autour de la paire intérieure en 251 jours,. Ce sont toutes trois des étoiles bleu-blanc de la séquence principale.
ζ1 Coronae Borealis brille quant à elle d'une magnitude apparente de 5,95. C'est une binaire spectroscopique à raies simples avec une période orbitale d'environ 9,5 jours. Sa composante visible est une une étoile bleu-blanc de la séquence principale de type spectral B9V. La nature de son compagnon est inconnue.